# Skwer im. Jana Pawła II w Siedlcach
Skwer im. Jana Pawła II (oraz pomnik Jana Pawła II) – jeden z głównych placów Siedlec poświęcony papieżowi Janowi Pawłowi II.

## Układ
Skwer położony jest między ulicami: J. Piłsudskiego (od północy), J. Kilińskiego (od wschodu), K. Pułaskiego (od południa) i ul. Morską (od zachodu). 
W centralnym miejscu skweru znajduje się pomnik papieża Jana Pawła II, wystawiony na pamiątkę jego wizyty w Siedlcach w 1999. Autorem pomnika jest Marian Gardziński. Wokół pomnika, wmontowane zostały w chodnik 53 tabliczki stalowe (25 x 25 cm, grubość 5 mm) z wymienionymi dekanatami diecezji siedleckiej, fundatorami.

## Otoczenie
- D.H. Atlas (wł. PSS Społem Siedlce)
- sklep House
- pl. gen. Wł. Sikorskiego